# Scorpaenopsis papuensis
Scorpaenopsis papuensis, o pez escorpión de Papúa, es un pez escorpión procedente de los arrecifes de coral del Océano Pacífico. En ocasiones también se encuentra como pez de acuario. Puede alcanzar unos 25 centímetros de longitud en su estado adulto. En su entorno natural es difícil de ver debido a su camuflaje.